# Raphidia ophiopsis
Raphidia ophiopsis – pospolity w Europie gatunek wielbłądki (Raphidioptera) z rodziny wielbłądkowatych (Raphidiidae), podobny do wielbłądki pospolitej (Phaeostigma notata), stąd czasami określany taką samą nazwą zwyczajową. Obydwa gatunki były dawniej zaliczane do rodzaju Raphidia.
Raphidia ophiopsis jest w Polsce gatunkiem szeroko rozprzestrzenionym, ale rzadko spotykanym. Jej ciało osiąga długość 10–12 mm. Ubarwienie ciała czarne, odnóża ciemnożółte